# Ходак Віктор Григорович
Ві́ктор Григо́рович Ходак (29 вересня 1987 — 29 серпня 2014) — солдат Збройних сил України, учасник російсько-української війни.

## Короткий життєпис
Народився 29 вересня 1987 року в селі Шедієве (Новосанжарський район, Полтавська область). Закінчив Шедіївську ЗОШ. Після строкової служби у ЗСУ працював водієм, механізатором — в агрофірмі. Згодом — в охоронній фірмі у Дніпрі.
20 червня 2014 року мобілізований, водій, 93-тя окрема механізована бригада.
29 серпня 2014 року загинув під час бою з російськими військами у селі Червоносільське — українська колона намагалася вирватися з Іловайського котла. Віктор перебував у складі десанту БМП № 132 — разом з автомобілями батальйону «Донбас» в'їхали на околицю Червоносільського, де по ньому терористами випущено 3 ПТУРи. Два не поцілило, третій влучив у БМП. Віктора важко поранило, через деякий час він помер у будинку — загорілася будівля, в яку влучив снаряд. У БМП тоді ж загинули солдати Олексій Баланчук та Євген Петров.
3 вересня 2014 р. тіла 97 загиблих у Іловайському котлі привезли до дніпропетровського моргу. Упізнаний бойовими товаришами та родичами.
Похований у селі Шедієве 5 грудня 2014 року — біля брата Олекасандра.
Без сина лишилась мама Ганна Володимирівна.

## Нагороди та вшанування
За особисту мужність і героїзм, виявлені у захисті державного суверенітету та територіальної цілісності України, вірність військовій присязі під час російсько-української війни, відзначений — нагороджений
- 27 червня 2015 року — орденом «За мужність» III ступеня.
- Його портрет розміщений на меморіалі «Стіна пам'яті полеглих за Україну» у Києві: секція 3, ряд 9, місце 31
- Вшановується 29 серпня на щоденному ранковому церемоніалі вшанування українських захисників, які загинули цього дня у різні роки внаслідок російської збройної агресії[2]
- Іловайський Хрест (посмертно)
- Шедіївській загальноосвітній школі присвоєно ім'я Віктора Ходака[3][4]